# Андрей (Шагуна)
Митрополи́т Андре́й (рум. Mitropolit Andrei, венг. Mitropolita András, нем. Metropolit Andreas, в миру барон Анаста́сий Шагу́на, рум. Anastasiu baron de Șaguna, венг. Siaguna Anasztáz, нем. Anastasius Freiherr von Schaguna; 20 декабря 1808 — 28 июня 1873) — румынский православный епископ, общественно-политический, образовательный и культурный деятель габсбургской Венгрии. В 1848—1864 годы — епископ Трансильванский в составе Карловацкой патриархии. Инициатор создания и первый предстоятель независимой Трансильванской (Германштадтской) митрополии, которую возглавлял с 1864 года до своей смерти. Автор многих работ по каноническому праву, истории Церкви и пастырскому богословию.

## Биография
Родился 20 декабря 1808 в Мишкольце, Венгрия, в купеческой семье. По происхождению он был аромуном. Его отец, Наум Шагуна переселился с семьёй из Грабовы (ныне Верхняя Грабова на территории Албании). Был крещён в православной Свято-Троицкой церкви в Мишкольце с именем Анастасий.
В 1814 году Наум Шагуна перешёл с семьёй в римокатолицизм, стремясь получить более высокий статус, так как большинство православных подданных Габсбургов были людьми второго сорта. Однако Шагуны, скорее всего, продолжали тайно исповедовать свою первоначальную веру — будущий митрополит, вероятно, никогда не был практикующим католиком.
В 1817 году Анастасий Шагуна поступил в школу города Мишкольц, затем продолжил обучение в католическую гимназию монахов-пиаристов в Пеште, которую окончил в 1826 году. В 1826—1829 годах изучал философию и юриспруденцию в Пештском университете.
Впоследствии вернулся в православие, оказавшись таким образом в юрисдикции Карловацкой митрополии, действовавшей на территории Австро-Венгрии. После окончания православной духовной семинарии в Вершеце (ныне Вршац, Сербия) по благословению митрополита Карловацкого Стефана (Стратимировича) поступил в Монастырь Хопово, где 12 октября 1833 года был пострижен в монашество с именем Андрей.
2 февраля 1834 года в соборной церкви Карловица митрополитом Карловацким Стефаном (Стратимировичем) был рукоположен в сан иеродиакона.
В октябре 1834 года стал преподавателем духовной семинарии в Сремских Карловцах.
В ноябре 1835 года был назначен секретарём консистории Карловацкой архиепископии и возведен в сан архидиакона.
21 июня 1837 года митрополитом Стефаном был рукоположен в сан иеромонаха, а в 1837 году возведён в сан протосинкелла и стал советником митрополита. Состоял помощником настоятеля в монастырях Язак в 1838 году и Бешеново в 1840 году.
В 1842 году митрополитом Карловацким Иосифом был возведён в сан архимандрита. Тогда же определён настоятелем монастыря Хопово, а в 1845 году — Монастыря Ковиль.
15 июня 1846 года был назначен генеральным викарием Ардяльской (Трансильванской) епископии. 2 декабря 1847 года на Соборе епархиальных протопопов в Турде наряду с 2 другими претендентами был избран кандидатом на замещения данной кафедры. 24 января 1848 года светские власти в Вене утвердили его кандидатуру. 18 апреля 1848 года в Сремских Карловцах состоялась его епископская хиротония.
15 мая 1848 года наряду с греко-католическим епископом Йоаном Лемени председательствовал на румынской национальной ассамблее в Блаже. Во главе румынской делегации он подал петицию в Вене к императору Францу Иосифу. 28 декабря 1848 года он организовал собрание в Сибиу, откуда направил новую петицию австрийскому императору. Идея единства румын содержится в «Памяти» от Великого Княжества Трансильвании, Баната, и соседних частей Венгрии и из Буковины, также представленной императору. 12 марта 1850 года в Сибиу был организован церковный конгресс, в котором участвовал Аврам Янку.
Добитлся у австрийских властей разрешения на открытие епархиальной типографии, которая было открыта 27 августа 1850 года в Сибиу. Там на средства епископа Андрея печатались богослужебные книги, учебники для церковных и светских учебных заведений на румынском языке, в том числе труды самого епископа Андрея. С 1 января 1853 года в типографии начала печататься первая румынская газета «Telegraful Român».
Начиная с 1855 года Шагуна реорганизует богословское образование в Сибиу в виде богословского и педагогического института, который впоследствии был назван его именем. С 1854 года он организовал более 800 православных начальных школ. Также под его руководством были основаны православные гимназии в Брашове и Брада. Брашовская гимназия, открытая в 1850 году, является одной из старейших румынских школ, сегодня именуется Национальным колледжем имени Андрея Шагуны.
В 1861 году вместе с румынским грекокатолическим епископом и Александру Стерка-Шулуциу на Национальной конференции в Сибиу провозгласил румынскую нацию свободной и проклял тех, кто посмел бы разорвать связь между братьями одной крови.
Неоднократно обращался с требованием о воссоздании Трансильванской митрополии к правительству Австро-Венгрии, Карловацкому патриарху и сербскому Церковно-Народному Собору в Сремских Карловцах от лица епархиальных Соборов, состоявших из клира и мирян и созванных в Сибиу в 1850, 1860 и 1864 годах. Наконец 12 декабря 1864 года он был назначен митрополитом восстановленной Трансильванской митрополии с кафедрой в Сибиу.
Был одним из создателей Ассоциации румынской литературы и культуры Трансильвании (Asociaţiunea transilvană pentru literatura română şi cultura poporului român) и ее первым председателем с 1861 по 1866 год.
По его инициативе в сентябре-октябре 1868 года в Сибиу состоялся Национально-церковный конгресс православной румынской митрополии, который принял «Органический статут Румынской Православной Церкви в Трансильвании».
Скончался 28 июня 1873 года в Сибиу. Похоронен в селе Рэшинари близ Сибиу.